# IC 4468
IC 4468 је спирална галаксија у сазвјежђу Вага која се налази на листи објеката дубоког неба у Индекс каталогу.
Деклинација објекта је - 22° 22' 2" а ректасцензија 14h 38m 26,8s. Привидна величина (магнитуда) објекта IC 4468 износи 13,1 а фотографска магнитуда 13,8. Налази се на удаљености од 33,810 милиона парсека од Сунца. IC 4468 је још познат и под ознакама ESO 580-6, MCG -4-35-1, AM 1435-220, IRAS 14355-2209, PGC 52324.